# Hughesmedaljen

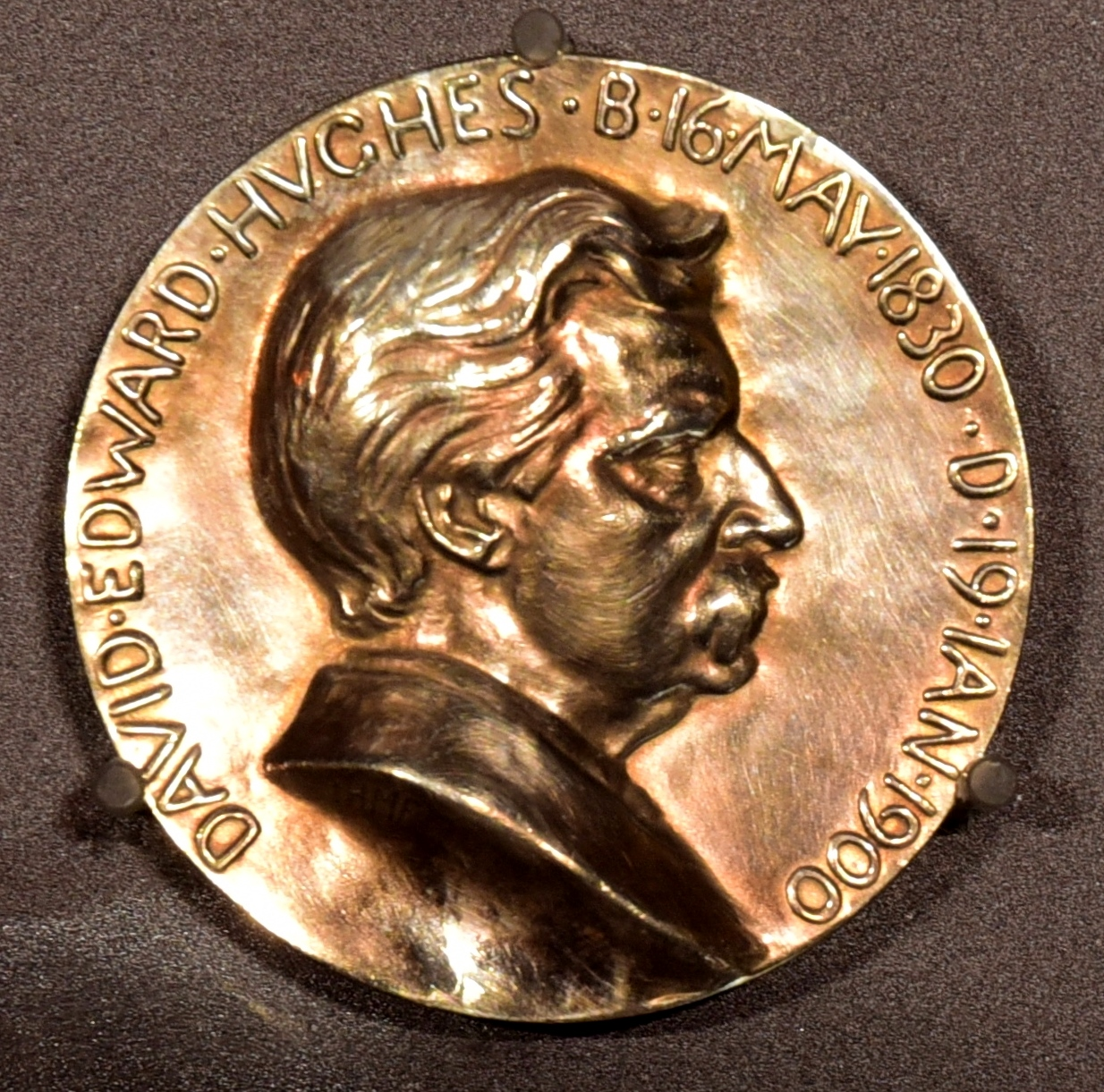

Hughesmedaljen är en medalj instiftad 1902 av Royal Society. Den delas ut årligen för upptäckter inom fysiken, särskilt gällande elektricitet och magnetism eller deras tillämpningar. Medaljen består av förgyllt silver.

## Pristagare
- 1902 - Joseph John Thomson
- 1903 - Johann Wilhelm Hittorf
- 1904 - Joseph Swan
- 1905 - Augusto Righi
- 1906 - Hertha Ayrton
- 1907 - Ernest Howard Griffiths
- 1908 - Eugen Goldstein
- 1909 - Richard Glazebrook
- 1910 - John Ambrose Fleming
- 1911 - Charles Wilson
- 1912 - William Duddell
- 1913 - Alexander Graham Bell
- 1914 - John Sealy Townsend
- 1915 - Paul Langevin
- 1916 - Elihu Thomson
- 1917 - Charles Glover Barkla
- 1918 - Irving Langmuir
- 1919 - Charles Chree
- 1920 - Owen Willans Richardson
- 1921 - Niels Bohr
- 1922 - Francis Aston
- 1923 - Robert Millikan
- 1924 - Inte utdelad
- 1925 - Frank Smith
- 1926 - Henry Jackson
- 1927 - William Coolidge
- 1928 - Maurice de Broglie
- 1929 - Hans Geiger
- 1930 - C. V. Raman
- 1931 - William Lawrence Bragg
- 1932 - James Chadwick
- 1933 - Edward Appleton
- 1934 - Manne Siegbahn
- 1935 - Clinton Davisson
- 1936 - Walter Schottky
- 1937 - Ernest Lawrence
- 1938 - John Cockcroft och Ernest Walton
- 1939 - George Paget Thomson
- 1940 - Arthur Compton
- 1941 - Nevill Mott
- 1942 - Enrico Fermi
- 1943 - Marcus Oliphant
- 1944 - George Finch
- 1945 - Basil Schonland
- 1946 - John Randall
- 1947 - Frédéric Joliot-Curie
- 1948 - Robert Watson-Watt
- 1949 - Cecil Powell
- 1950 - Max Born
- 1951 - Hendrik Kramers
- 1952 - Philip Dee
- 1953 - Edward Bullard
- 1954 - Martin Ryle
- 1955 - Harrie Massey
- 1956 - Frederick Lindemann
- 1957 - Joseph Proudman
- 1958 - Edward da Costa Andrade
- 1959 - Alfred Pippard
- 1960 - Joseph Pawsey
- 1961 - Alan Cottrell
- 1962 - Brebis Bleaney
- 1963 - Frederic Williams
- 1964 - Abdus Salam
- 1965 - Denys Wilkinson
- 1966 - Nicholas Kemmer
- 1967 - Kurt Mendelssohn
- 1968 - Freeman Dyson
- 1969 - Nicholas Kurti
- 1970 - David Bates
- 1971 - Robert Hanbury Brown
- 1972 - Brian Josephson
- 1973 - Peter Hirsch
- 1974 - Peter Fowler
- 1975 - Richard Dalitz
- 1976 - Stephen Hawking
- 1977 - Anthony Hewish
- 1978 - William Cochran
- 1979 - Robert Williams
- 1980 - Francis Farley
- 1981 - Peter Higgs och Thomas Walter Bannerman Kibble
- 1982 - Drummond Matthews och Frederick Vine
- 1983 - John Clive Ward
- 1984 - Roy Kerr
- 1985 - Tony Skyrme
- 1986 - M.M. Woolfson
- 1987 - Michael Pepper
- 1988 - A. Howie och M.J. Whelan
- 1989 - John Bell
- 1990 - Thomas Cowling
- 1991 - Philip Moon
- 1992 - Michael Seaton
- 1993 - George Isaak
- 1994 - Robert Chambers
- 1995 - David Shoenberg
- 1996 - Amyand Buckingham
- 1997 - Andrew Lang
- 1998 - Raymond Hide
- 1999 - Alexander Boksenberg
- 2000 - Chintamani Rao
- 2001 - John Pethica
- 2002 - Alexander Dalgarno
- 2003 - Peter Edwards
- 2004 - John Clarke
- 2005 - Keith Moffatt
- 2006 - Michael Kelly
- 2007 - Artur Ekert
- 2008 - Michele Dougherty
- 2010 - Andre Geim
- 2011 - Matthew Rosseinsky
- 2013 - Henning Sirringhaus
- 2015 - George Efstathiou
- 2017 - Peter Bruce
- 2018 - James Durrant
- 2019 - Andrew Cooper
- 2020 - Clare Grey
- 2021 - John Irvine
- 2022 - Saiful Islam
- 2023 - Erwin Reisner
- 2024 - Linda Nazar